# Jönstjärnen (Jokkmokks socken, Lappland, 736979-174054)
Jönstjärnen är en sjö i Jokkmokks kommun i Lappland och ingår i Råneälvens huvudavrinningsområde.